# Сульский сельский совет (Сумский район)
Сульский сельский совет (укр. Сульська сільська рада) — входит в состав
Сумского района
Сумской области
Украины.
Административный центр сельского совета находится в 
с. Сула.

## Населённые пункты совета
- с. Сула
- с. Даценковка
- с. Зеленая Роща
- с. Печище

## Ликвидированные населённые пункты совета
- с. Липовка
- с. Нечаевка
- с. Орлиное